# Conoïde

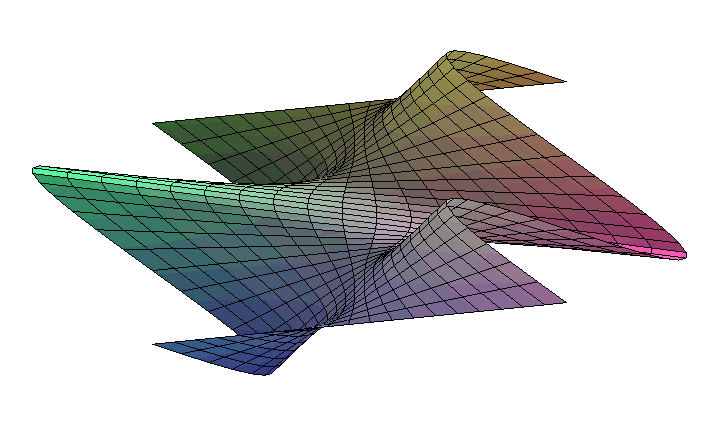
Exemple de conoïde

En géométrie, un conoïde est une surface réglée dont toutes les droites (génératrices) sont parallèles à un plan directeur et passent par une droite (l'axe). Lorsque le plan directeur et l'axe sont perpendiculaires, le conoïde est dit droit. Un conoïde est un cas particulier de surface de Catalan.
Bien que les conoïdes soient des surfaces réglées, ils ne sont pas développables car leurs surfaces ne contiennent ni portion de plan, de cylindre ou de cône.Il pourrait néanmoins se développer par triangulation (méthode utilisée par les chaudronniers et dinandiers)
Une courbe passant par toutes les droites du conoïde est appelée courbe directrice (cela n'inclut évidemment pas l'axe). Pour un plan directeur, un axe et une courbe directrice donnés, il existe une et un seul conoïde.

## Exemples

Conoïde circulaire droit

- Le conoïde circulaire droit est le conoïde dont la courbe directrice est un cercle (C), l'axe du conoïde est une droite (d) perpendiculaire à l'axe {\displaystyle (\Delta )} du cercle, et le plan directeur est orthogonal à (d).

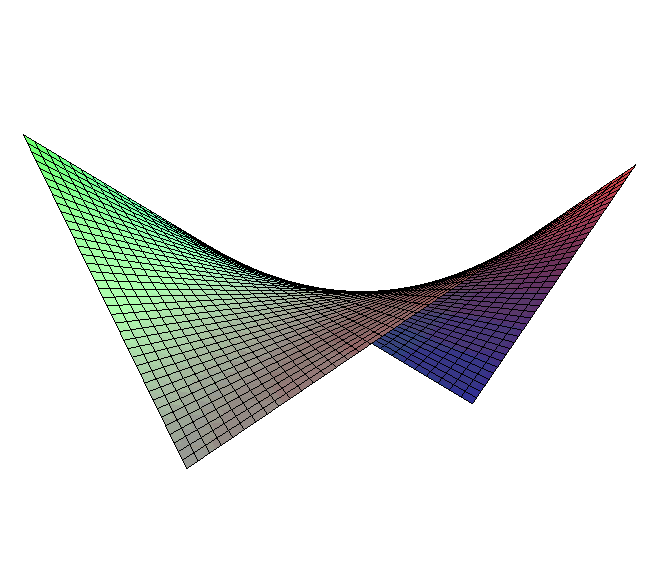
Paraboloïde hyperbolique

- Le paraboloïde hyperbolique est le conoïde dont la courbe directrice et l'axe sont deux droites non coplanaires.

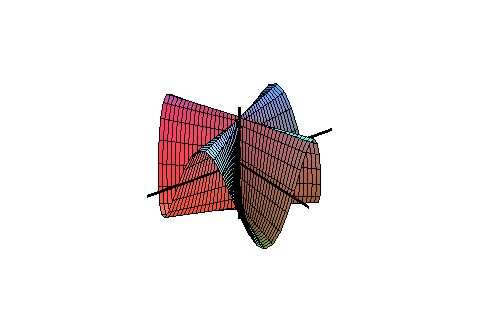
Exemple de conoïde de Plücker généralisé (avec n = 4)

- Le conoïde de Plücker, étudié par Julius Plücker, est le conoïde d'équation : {\displaystyle z={\frac {2xy}{x^{2}+y^{2}}}.} ou, sous forme paramétrique :

{\displaystyle x=v\cos u,\quad y=v\sin u,\quad z=\sin nu} avec {\displaystyle n=2}

## Autre formulation dans le langage courant
Dans le langage courant, on dit d'un objet qu'il est conoïde lorsqu'il a la forme d'un cône. C'est ainsi qu'en anatomie les ligaments conoïdes servent à attacher la clavicule à l'omoplate et les dents conoïdes sont les canines.